# Colacinus Miklós
Colacinus Miklós (Collacinos Galacei) (? – 1584?) református tanító.

## Élete
Református tanító Zsolnán 1577–1578-ban; Wittenbergben tanult 1564-ben. Ezen tudós férfiú tanítósága alatt külföldiek is fölkeresték a zsolnai iskolát; igy 1578-ban több csehországi, sziléziai, sőt egy porosz tanuló is tartózkodott házánál. Később (1583–1584.) Mosócon és Bánócon tanított.

## Munkái
1578. szept. 13. kelt levelét közli Rezik Gymnasologiájában. (Kézirat.)